# ارتش نوین خلق
ارتش نوین خلق (به فیلیپینی: Bagong Hukbong Bayan) نام شاخه نظامی حزب کمونیست فیلیپین است. ارتش نوین خلق را «برنابه بوسکاینو» معروف به «فرمانده دانته» در ۲۹ مارس ۱۹۶۹ تأسیس کرد.
ارتش نوین خلق یک گروه شورشی مائویستی و شاخه چهار هزار نفره از شورشیان مسلح حزب کمونیست فیلیپین است که اعضای آن از چهار دهه گذشته تاکنون علیه دولت مرکزی می‌جنگند.

## پیشینه
حزب کمونیست فیلیپین سال ۱۹۶۸ در پی شکست‌های جنبش چریک قدیمی هوکیاهاپ تشکیل شد. این حزب پس از مدتی همراه با بقایای 'هوک ها'، جناح نظامی به نام ارتش نوین خلق تشکیل دادند.
این ارتش در هنگام تشکیل در سال ۱۹۶۹ تنها ۵۰ چریک و ۳۵ قبضه تفنگ داشت، اما به تدریج رشد کرد و در سال ۱۹۷۲ که سربازان دولتی، کمونیست‌ها را محاصره کردند تعداد آنان به ۶۰۰ نفر می‌رسید.
نیروهای چپگرا به مرور زمان به دلیل فساد در بدنه دولتی فیلیپین رشد کردند. بیشترین فعالیت چپگراها در حال حاضر در مناطق شمالی و جنوبی میندانائو است.
این حزب تاکنون چند دور مذاکره با دولت فیلیپین برای صلح انجام داده‌است و بنیگنو آکینو رئیس جمهوری فیلیپین نیز دی ماه سال ۹۲ از دولت نروژ خواسته بود برای برقراری صلح میان مانیل و ارتش نوین خلق (چریک‌های کمونیست) میانجی‌گری کند.